# Fatou Samba
Fatou Samba (Dakar, 23 maart 1995), beter bekend als Fatou, is een Belgisch-Senegalese zangeres, danseres en model. Ze is lid van de groep Blackswan en is tevens het eerste Afrikaanse k-popidool.

## Biografie
Fatou werd geboren op 23 maart 1995 in Senegal. Later verhuisde ze op 12-jarige leeftijd naar België, waar ze een carrière als model nastreefde. Ze raakte geïnspireerd om een carrière in de K-pop-industrie na te streven nadat ze SHINee's "Replay" van een vriend te zien kreeg, naar Zuid-Korea reisde na haar afstuderen aan de universiteit, en lid werd van een K-pop cover-dansploeg. Na twee jaar trainen maakte Fatou op 16 oktober 2020 haar debuut in de Zuid-Koreaanse meidengroep Blackswan. In augustus 2022 werd bekend gemaakt dat Fatou haar solodebuut zou maken met haar eerste mixtape, PWAPF.

## Discografie
- PWAPF (2022)
- Letter 1 - Adaeh (2023)